# Selektionsnivåer
Selektionsnivåer inom evolutionsbiologin avser de olika typer av selektionsenheter som det naturliga urvalet kan verka på. Dessa enheter kan ligga på olika biologiska organisationsnivåer. Exempel på dessa nivåer är gen, cell, individ och gruppnivå. Gemensamt för samtliga nivåer är att de uppfyller kriterierna för adaptiv evolution: de kan reproducera sig och har en variation av egenskaper som också är ärftliga.
Vilka typer av anpassningar som selekteras på varje nivå, och om det över huvud taget sker någon selektion på alla nivåer, samt vilken nivå som har haft störst betydelse för evolutionen är en debatt som har pågått under flera decennier. Vissa debatter ställer olika selektionsnivåer mot varandra. Ett exempel på detta är utvecklandet av egenskapen altruism och huruvida egenskapen selekterades för på individ- eller gruppnivå.

## Exempel på selektionsnivåer

### Gennivå
Eftersom det genetiska materialet rekombineras vid sexuell reproduktion och den slutliga arvsmassan hos avkomman inte helt representerar den ursprungliga genotypen (eftersom alla gener inte förs vidare) ger det utrymme för konkurrens, och därmed selektion på gennivå. I debatten om vilken nivå som har störst betydelse för evolutionen kan man hävda att en anpassning i slutändan selekteras indirekt på gennivå, eftersom det är generna som kodar för den fenotypiska egenskap som uttrycks hos organismen. 
Selektion på gennivå kan ta sig i uttryck när vissa gener ökar i frekvens inom en population, och andra minskar. Detta behöver inte nödvändigtvis ta sig i uttryck på högre organisationsnivåer. Ett par exempel av selektion på gennivå är meotiskt tryck och själviska gener där genetiskt material på olika sätt kan påverka sin frekvens och spridning till senare generationer.
Den brittiska evolutionärbiologen Richard Dawkins förde in två nya begrepp- replikatorer och fordon i samband med evolutionen av levande materia. Där en ”replikator” är en enhet som replikerar sig själv och har en möjlighet att påverka sin egen möjlighet att spridas. Till exempel DNA i en zygot, eller en gen. Ett fordon är en organism eller en grupp av organismer, så kallade ”överlevnadsmaskiner”, som generna sprids genom. Istället för genselektion nämner han replikatoröverlevnad där organismen, eller gruppen av organismer är fordonen som utsätts för själva selektionen. Därmed särställer han genens ställning i debatten i fråga om vilken selektionsnivå som har störst betydelse för evolutionen.

### Cellnivå
På grund av möjligheten till mutation, och därmed variation, så kan det ske en selektion på cellnivå. Dock kommer somatiska celler som har förvärvat nya egenskaper genom mutation ej att kunna föra vidare dessa egenskaper till senare avkomma från organismen de lever i (till skillnad från könsceller) då dessa dör tillsammans med organismen. 
Mutationer kan även leda till ohämmad celldelning, vilket cancer är ett exempel på där celler reproducerar sig och kan ha skadlig inverkan på runtom liggande vävnad och organ. Här kan man urskilja en nivåkonflikt där egenskapen att ha ohämmad celldelning gynnas på cellnivå hos de muterade cellerna, men selekteras mot på individnivå då det kan leda till minskad fitness eller till och med död för organismen.
En annan aspekt inom evolutionsbiologin är uppkomsten av flercelliga organismer. När flera celler började fungera som en ”enhet” från enskilda celler, till kolonier och slutligen flercelliga organismer. Vad var fördelen för enskilda celler att offra sin individualitet och börja samarbeta? 
Här har vi också en nivåkonflikt där vi har en selektion på cellnivå för en väl fungerande funktion hos den enskilda cellen, och en selektion på en högre nivå för ett optimalt samarbete mellan celler. Nivåkonflikten kan liknas den som sker mellan grupp och individnivå. 
En möjlig förklaring till evolutionen av flercelliga organismer är att det naturliga urvalet först verkade på en selektionsenhet på en högre organisationsnivå, vilket ledde till anpassningar som minimerar konflikter(och dess kostnader) och ökar samarbetet mellan cellerna, vilket i slutändan ledde till evolutionen av flercelliga organismer.

### Individnivå
Selektion på individnivå är den traditionella synen på det naturliga urvalet där individer i en population har en ärftlig variation av en viss egenskap. Den individ som tenderar att ha den egenskap som ökar dess reproduktiva framgång relativt andra individer lyckas bäst med att sprida vidare sina gener till nästa generation.  
Individen är för oss en mer lättöverskådlig enhet än till exempel en cell eller en grupp av organismer, och går att följa i sin livshistoria, från födsel till död, med en egen reproduktion och en relativt tydlig koppling mellan genotyp och fenotyp. Därför är selektion på individnivå mer lättförstådd och allmänt känd än selektion på andra nivåer.
Exempel på selektion på individnivå är sexuell selektion.

### Gruppnivå
Selektion på gruppnivå är kanske som mest aktuell vid förklaringar av evolution av biologisk altruism och sociala egenskaper. En individ som agerar egoistiskt snarare än solidariskt gentemot andra gruppmedlemmar kan uppnå reproduktiva fördelar gentemot andra inom gruppen, men en grupp där individerna agerar solidariskt gentemot varandra kan uppnå konkurrensfördelar gentemot grupper där individerna agerar egoistiskt. Begreppet gruppselektion myntades först av den engelska zoologen V. C. Wynne- Edwards (1962).
Gruppselektion är något som har kritiserats av bland annat evolutionsbiologerna George Christopher Williams (1966) och Richard Dawkins (1976) och debatten om gruppselektionens vara eller inte vara pågår delvis än idag. Många beteenden som sagts vara ”bäst för gruppen” kan ibland förklaras av andra naturliga orsaker eller reduceras till individselektion. Till exempel föreslogs det att dalripor i Skottland (eng. "red grouse") minskade sin reproduktion vid ökad populationsdensitet. Detta skulle då gynna gruppen genom att förhindra att all föda konsumeras och spara på resurser. I själva verket är det så att riporna minskar sin reproduktion helt enkelt därför det inte finns tillräckligt med föda när det finns så många av dem.
Vid jämförelse av selektion på gruppnivå som till exempel arter eller populationer och selektion på individnivå finns det vissa signifikanta skillnader som skiljer dem åt:
- Korrelationen mellan en egenskap och reproduktiv framgång är oftast svagare för grupper än för individer. *Det är större variation i reproduktiv framgång mellan individer än mellan grupper, därför blir den potentiella styrkan av selektionen större för individselektion än för gruppselektion.
- Den genetiska variationen för en egenskap är oftast större mellan individer än mellan grupper. Och därmed kan även den potentiella responsen för individselektion bli större än för gruppselektion.
- Individer har kortare generationstider än grupper, och antalet individer är större än antalet grupper. Därför är antalet selektionsincidenter större för individer än för grupper.
- Individer är diskreta enheter med mätbar reproduktiv framgång; gränsen för grupper är mer diffus i tid och rum.[8]

En kombination av dessa punkter gör att styrkan i gruppselektion måste överväga den i individselektion för att vara stabil.
Ett annat vanligt argument mot gruppselektion är att ”mutantindivider” lätt kan ta över i en grupp genom att utnyttja andra medlemmars beteende och därmed öka sin egen fitness.

### Multinivåselektion
En flercellig organism består av flera nivåer av replikerande enheter. Individ, cell och gen. Och selektion kan pågå på flera nivåer samtidigt. Genomkonflikt är en konsekvens av multinivåselektion, och kan uppstå när en egenskap selekteras för på en biologisk nivå, men selekteras mot på en annan. Eller när två olika gener påverkar samma egenskap men på olika sätt, och därmed utsätts för olika selektionstryck beroende av yttre förhållanden.
Ett par exempel av genomkonflikt på grund av multinivåselektion.

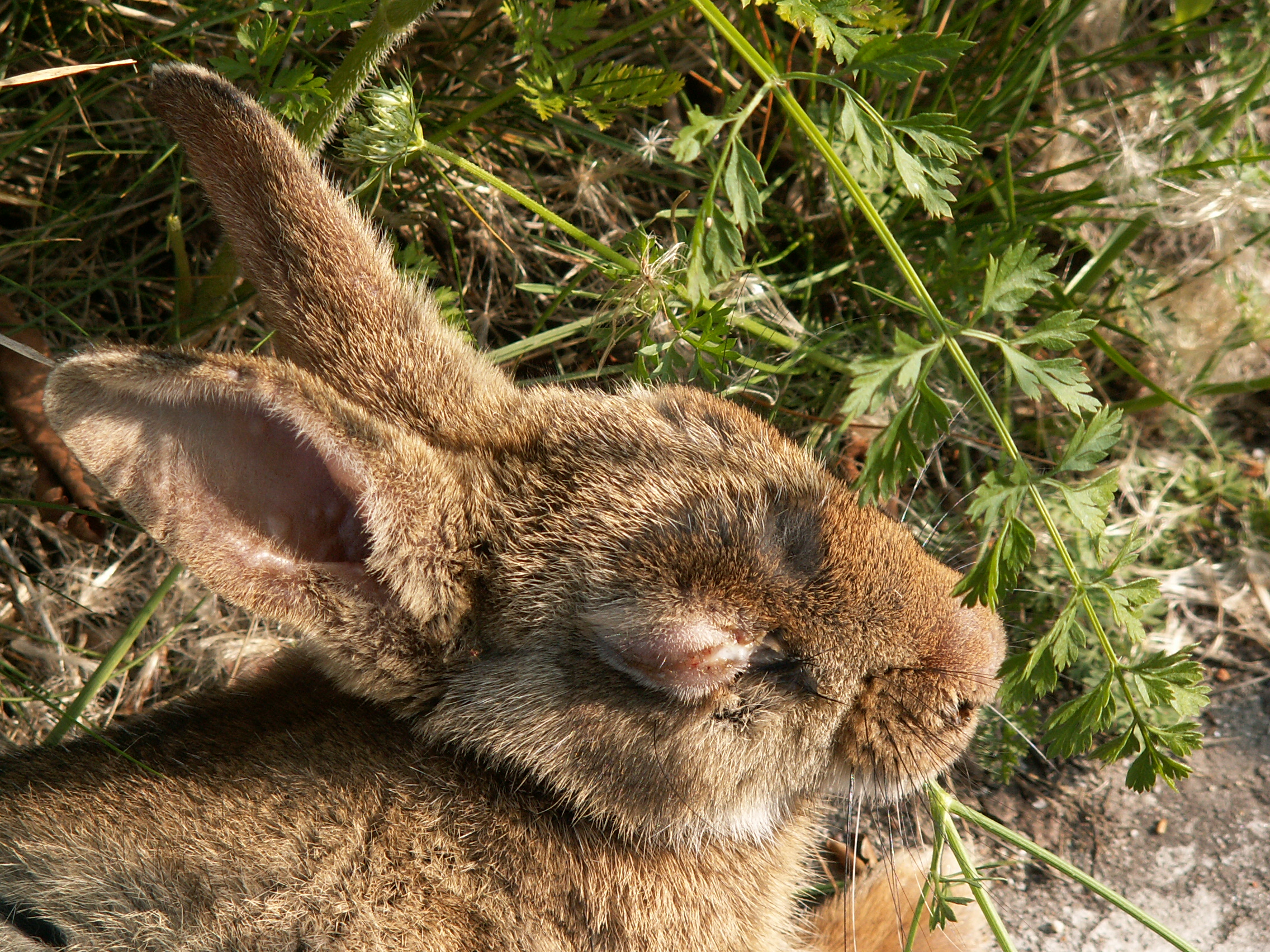
Kanin infekterad av kaninpest.

Vissa tvåkönade växtarter kan ha individer som producerar pollen som inte är livsdugliga s.k. gynodicoter. Dessa individer (som kallas hansterila) kan räknas som honor till skillnad mot normala individer som har både hon och hanstrukturer som är livskraftiga.
Mutationen för hansterilitet ligger på mitokondriegenomet och på grund av att det förs vidare endast genom honans gameter så kommer hansterilitet att selekteras för på mitokondrienivå men mot på individnivå eftersom de endast kan reproducera som honor (till skillnad mot vanliga individer som är tvåkönade).
Myxomaviruset infekterar kaniner (kaninpest), och ju snabbare viruset replikerar sig desto snabbare insjuknar och dör kaninen. När det är genetisk variation mellan virus i kaninen selekteras det för virus med högst virulens. Däremot kan det ske en selektion för att viruset bättre ska smittas till nya bärare.  Därmed sker en selektion för virus med lägre virulens eftersom kaniner som dör snabbare på grund av högre virulens har en mindre risk att sprida viruset till nya bärare. Konflikten sker på två nivåer: selektion för virus i bäraren för högre virulens, och selektion mellan bärare för minskad virulens. Resultatet blir ett virus med måttlig virulens. 4